# Князик, Александр Вениаминович
Александр Вениаминович Кня́зик (род. 31 августа 1932, Днепропетровск) — украинский скульптор, член Национального союза художников Украины с 1962 года; Заслуженный художник Украины с 1965 года.

## Биография
Родился в 1932 году в Днепропетровске (с 2016 года Днепр). Окончил Днепропетровское художественное училище. В 1960 году окончил Киевский художественный институт, где занимался у Макса Гельмана, Макара Вронского, Алексея Олейника, Ивана Макогона.
С 1959 года участник областных, республиканских, всесоюзных и международных художественных выставок.
Работал в городе Одесса с 1960 — в скульптурном цехе.
С 1962 года член Национального союза художников УССР (ныне Украины).
С 1965 по 1992 работал на художественно-производственном комбинате.
В 1970-е годы был председателем художественного совета Художественного фонда УССР.
Участник международных симпозиумов скульптуры с 1982.
С 1988 по 1991 был председателем организации Союза Художников Украины.
В 1990 году получил Золотую медаль 9-го международного биеннале в городе Равенна (Италия).
Сейчас живёт в Одессе, в доме № 2 на улице Торговой.

## Творчество
- памятники героям-пионерам Вите Хоменкову и Шуре Коберу (Николаев, 1959)
- портрет звеньевой Л.Ганущак (Одесса, 1963)
- бюст Л. Толстого (Одесса, 1965)
- скульптура «Трубач» (Одесса, 1965)
- «Матрос В. Куцман» (Одесса, 1967)
- «Смена» (Одесса, 1967)
- «Трубач» (Одесса, 1968)
- декоративная композиция «Муза» и барельефы для Одесской музкомедии (1971)
- партизанам загона «Буревестник» (пгт. Саврань, 1972)
- памятник Максиму Горькому (Одесса, 1972)
- «Пахарь» (Одесса, 1975)
- «Муза» (Одесса, 1981)
- барельефные портреты медиков на мемориале возле Одесского медина (1982)
- «Девушка на дельфине» (Одесса, 1982)
- «Спартак» (Одесса, 1988)
- «Обновление» (Одесса, 1989)
- погибшим кораблям (Одесса, 1992)
- Осипу Дерибасу (Одесса, 1994)
- «Под парусами» (Одесса, 1994)
- чернобыльцам (Одесса, 1996)
- милиционерам (Одесса, 1997)
- мемориальная доска Илье Ильфу (Одесса, 1997)
- "Спортсмен С. Уточкин (Одесса, 2001)
- Богдану Хмельницкому (Одесса, 2002)
- барельефы дверей Храма святой великомученицы Татьяны (Одесса, 2004)
- Адаму Мицкевичу (Одесса, 2004)
- Григорию Маразли (Одесса, 2004)
- «Данте» (Одесса, 2004)
- «Та, которая стоит» (Одесса, 2008)
- «Пророк» (Одесса, 2009)
- «Ной» (Одесса, 2010)
- Владимиру Высоцкому (Одесса, 2012)

Князик использует бронзу, гранит, мрамор и дерево.
Отдельные работы хранятся в НХМ (Киев), Днепропетровском и Одесском художественных музеях, Одесском литературном музее, Музее Данте (г. Равенна).

## Личная жизнь
Женат на Таисии Судьиной.